# Kambyzes I
Kambyzes I (staropers. 𐎣𐎲𐎢𐎪𐎡𐎹; zm. 559 p.n.e.) – władca perski z dynastii Achemenidów, panujący w królestwie Anszanu w I połowie VI wieku p.n.e.
Ożenił się z Mandane, córką króla Medów Astyagesa. Ze związku tego narodził się Cyrus II Wielki. Nie są znane żadne źródła z czasów jego panowania, ale w Cylindrze Cyrusa zwany jest „Wielkim królem Anszanu”.